# Arithmétique de Trévise

L’Arithmétique de Trévise, ou Arte dell'Abbaco est un traité anonyme de comptabilité composé en vénitien et publié à Trévise en 1478.
L’auteur justifie son propos en préambule :

« Quelques jeunes personnes qui envisagent une carrière commerciale, et auxquelles je porte intérêt, m'ont souvent demandé de coucher par écrit les principes fondamentaux de l'arithmétique, appelés communément abaque. »

— Trad. D. E. Smith (1924), The First Printed Arithmetic
L’Arithmétique de Trévise est le plus ancien traité d'abaque imprimé du monde occidental et l'un des premiers incunables traitant de science.

## L’incunable
Il semble que l’ouvrage n'ait connu qu'une seule édition. La date de publication généralement retenue par les universitaires est celle figurant sur l'ultime folio : le 10 décembre 1478. Quant à l'identité de son éditeur, les doutes subsistent : on a émis l'hypothèse qu'il s'agissait soit de l'imprimeur flamand Gerardus de Lisa (Geraert de Lys, ou van der Leye), actif à Trévise, soit de Michele Manzolo, dit Manzolino, marchand de carton d'origine parmesane et imprimeur à Venise.
D. E. Smith en traduit d’abord des passages pour ses cours en 1907. Frank J. Swetz effectue la traduction intégrale en s’appuyant sur les notes de Smith en 1987 pour son Capitalism & Arithmetic: The New Math of the 15th Century. Swetz consulte l'exemplaire de la Collection des manuscrits de l’université Columbia. Un concours de circonstances a permis que cet ouvrage atterrisse dans cette collection : le bibliophile Maffeo Pinelli (1785) est le premier possesseur clairement identifié. À sa mort, sa collection est rachetée par un bouquiniste londonien. L’Arithmétique passe lors d’une vente aux enchères le 6 février 1790 à un certain Mr. Wodhull pour trois shillings. Environ un siècle plus tard, l’Arithmétique réapparait dans la bibliothèque de Brayton Ives, juriste à New York. Lorsqu’Ives met sa collection aux enchères, George Arthur Plimpton, un éditeur de New York, se porte acquéreur de l'ouvrage et il rejoint sa magnifique collection de textes scientifiques anciens. Plimpton fait don de sa bibliothèque à l’Université Columbia en 1936. Il ne reste que très peu d'exemplaires originaux de l’Arithmétique de Trévise.
C’est un livre non-paginé de 14,5 cm par 20,6 cm, comportant 123 pages de texte, à 32 lignes par page. Les marges, étendues, comportent par endroits des notules.
L’ouvrage emprunte certains de ses enseignements au Liber Abaci de 1202. Ainsi de la multiplication per gelosia. George G. Joseph, dans son essai historique Crest of the Peacock, suggère que John Napier aurait tiré l’idée des bâtons de Neper de ce livre.

## Audience de l'ouvrage
L’Arithmétique de Trévise est un manuel pour autodidactes, destiné aux négociants de Vénétie de la fin du Moyen Âge. Malgré une audience limitée, il a certainement contribué à vulgariser les techniques de calcul écrit (par opposition au calcul par boulier) et a doté les bourgeois d'une technique nouvelle : la numération de position indo-arabe,. C'est l'un des premiers témoins de la diffusion des connaissances par l'imprimé.